# 埃及议会
埃及议会（阿拉伯语：مجلس النواب）是埃及的两院制国家立法机关，由参议院和众议院组成。位于埃及首都开罗。
根据该国2014年制定的宪法，埃及议会作为埃及的国家立法机关，负责制定法律，批准国家的总体政策、经济和社会发展总计划以及国家预算，监督政府工作，并有权通过投票弹劾总统，或通过不信任投票罢免政府和总理。
埃及议会有596名众议员和300名参议员，按照人数，它是世界上第4大立法机关和阿拉伯世界最大的立法机关。